# ミルマグ
ミルマグ（Milmag）は、ロート製薬グループの便秘薬（医薬品）のブランド。一般用と医療用があり、製造販売元がそれぞれ異なる。

## 概要
アメリカの医薬品の公定書にミルマグと同じ製剤が「MILK OF MAGNESIA」という名前で収載されており、ミルマグの名前はここからとった。まず、医療用の液剤「ミルマグ（現:ミルマグ内用混濁液）」が1953年5月に発売。1958年4月に医療用の錠剤「ミルマグ錠」が発売された。日本国内では発売開始当時、阪急電鉄傘下の阪急共栄物産が販売していた関係で新聞広告などでは他の阪急グループ同様に枠が阪急電車のデザインを使用していた。一般向けとして初めて発売されたのは1983年6月発売の「ミルマグ液」である。
2002年12月にエムジーファーマへ引き継がれた後も製造・販売が続けられていたが、2022年7月1日付で一般用の「錠剤ミルマグLX」と「ミルマグ液」の製造販売ならびにサポート（問い合わせ対応）をエムジーファーマの親会社であるロート製薬へ承継。同年11月にパッケージデザインと包装体系を刷新するリニューアルが行われ、ロート製薬の製品として発売された。（なお、ブランド継承に先立ち、ロート製薬で発売されていた同類製品の「スラーリア」は同年7月をもって製造を終了している）。2023年11月には唯一エムジーファーマでの製造・販売を継続していた「ミルマグ内服液」が終売となり、一般用の「ミルマグ」はロート製薬での製造・販売に一本化された。
2024年8月1日には、医療用の「ミルマグ錠」の販売体制を変更することが発表され、同年10月1日からエムジーファーマと同じロート製薬グループである天藤製薬でも販売を開始し、現在の共和薬品工業での販売は在庫消尽をもって中止することとなった。また、翌月1日には同じく医療用の「ミルマグ内用混濁液」が原薬の製造中止の影響で在庫消尽をもって販売を中止することを発表。これにより、医療用の「ミルマグ」は在庫消尽をもって共和薬品工業での販売が全て終了となり、天藤製薬での販売へ移行される予定である。

## 製品ラインナップ
- 一般用 - 全て【第3類医薬品】 、いずれも症状や年齢に応じて服用量の調節が可能となっている。
  - ミルマグ液（水酸化マグネシウム） - すでに出ている胃酸を中和して攻撃力を弱める作用も併せ持つため、便秘薬としての用途に加えて制酸薬としても使用可能である。服用年齢は便秘薬として用いる場合は3歳から、制酸薬として用いる場合は5歳からとなる。沈殿しているため、ボトルを逆さまにして均一になるようによく振りまぜてから計量カップに必要量を取り、水で薄めて服用する。2022年11月のリニューアルに伴い、店頭販売は210ml入りのみとなった。大容量サイズの600ml入りは製造販売元が継承された同年7月より「ロート製薬オンライン」やAmazon.co.jpなどのECサイト限定品へ移行されたが、2025年1月に製造を終了した。
  - 錠剤ミルマグLX（水酸化マグネシウム）- レモン風味。服用年齢は5歳から。エムジーファーマ時代は120錠と240錠の2容量で発売されていたが、2022年11月のリニューアルに伴って1容量に集約し、90錠に小容量化された。
- 医療用 - 医療用は引き続きエムジーファーマが製造し、共和薬品工業で販売を行う
  - ミルマグ内用混濁液（水酸化マグネシウム）
  - ミルマグ錠（水酸化マグネシウム）